# Rough Tor

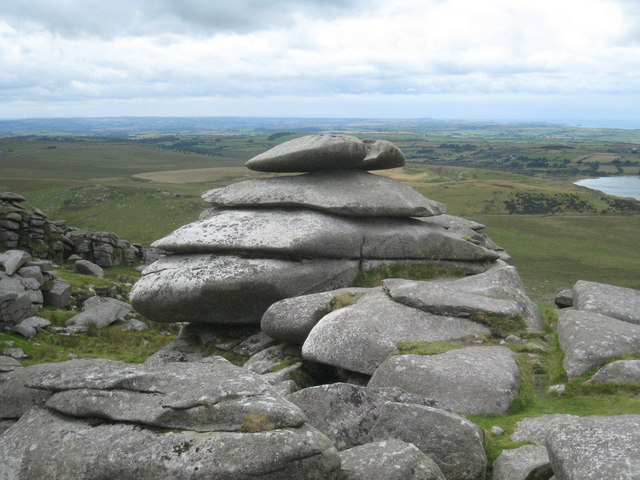
Rough Tor

Rough Tor (auch Roughtor) ist ein Tor in St Breward, auf dem Bodmin Moor, etwa 1,6 km nordwestlich vom Brown Willy, in der Nähe von Camelford, in Cornwall, in England. Es gibt auch ein Rough Tor auf dem Dartmoor in Devon.
Showery Tor, Rough Tor und Little Rough Tor sind drei Gipfel eines markanten Granitrückens zwischen denen der De Lank River fließt. Rough Tor besteht aus dem 400 m hohen Torgipfel aus Granit, dem zweithöchste Punkt in Cornwall, sowie einer Anzahl Hüttenkreise aus der Bronzezeit.

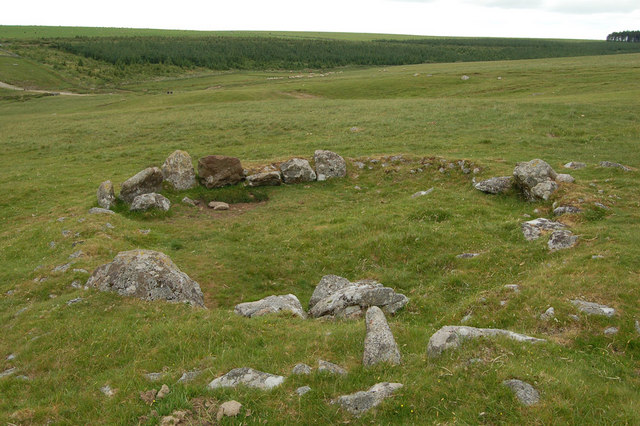
Hüttenkreis

Der Gipfel des Tor war einst ein neolithischer Tor-Cairn. Er ist von Steinmauern umgeben, die auf Aufschlüsse ausgerichtet sind. Die Mauern haben das Tor ursprünglich umschlossen und hatten zahlreiche Zugänge. Im Inneren befinden sich Reste von in den Hang eingeebneten Terrassen, von denen Archäologen glauben, dass sie die Basis runder Holzhäuser bildeten. Es gibt in der Nähe der Terrassen gerodete Flächen, die als Gärten dienten.
Der Rough Tor befindet sich in einem Gebiet mit Monumenten aus der Bronzezeit, wie dem nur 200 Meter entfernten Steinkreis Fernacre und der neolithischen Anlage King Arthur’s Hall (Bodmin Moor). Der Steinkreis von Stannon an den Hängen des Dinnever Hills und zahlreiche Cairns befinden sich ebenfalls in der Nähe.
An den Südhängen des Rough Tor, um drei oder vier Gehege angeordnete gibt es Reste steinerner Hüttenkreise, sowie Reste einer großen, teilweise von einer mittelalterlich überlagerten Feldanlage. Der Zweck der Feldsysteme ist umstritten, da sich die Historiker uneinig darüber sind, ob es für Getreide oder Viehhaltung genutzt wurden. Sie deuten jedenfalls darauf, dass das Gebiet früher besiedelt war.
Auf dem Gipfel des Tors befand sich eine dem heiligen Michael geweihte, mittelalterliche Kapelle. Die einzige bekannte Bergkapelle im Bodmin Moor wurde im 14. Jahrhundert erwähnt. Am Gipfel befinden sich auch Reste eines zweiten mittelalterlichen Gebäudes. Eventuell wurde am Gipfel von einem Einsiedler ein Leuchtfeuer unterhalten. Ein auf geraden Linien basierendes, mittelalterliches Feldsystem, überlagert das bronzezeitliche.